# Chaetostachydium barbatum
Chaetostachydium barbatum är en måreväxtart som beskrevs av Colin Ernest Ridsdale. Chaetostachydium barbatum ingår i släktet Chaetostachydium och familjen måreväxter. Inga underarter finns listade i Catalogue of Life.